# Liste der Staatsamphibien der Bundesstaaten der Vereinigten Staaten
Dies ist eine Liste der offiziellen und inoffiziellen Staatsamphibien der Bundesstaaten der Vereinigten Staaten. Diese Amphibien gelten als bundesstaatliche Wahrzeichen in den jeweiligen Bundesstaaten der Vereinigten Staaten:.
| Bundesstaat    | Jahr | Abbildung | deutscher Name                                     | wissenschaftlicher Name               |
| -------------- | ---- | --------- | -------------------------------------------------- | ------------------------------------- |
| Alabama        | 2000 |           |                                                    | Phaeognathus hubrichti                |
| Alaska         |      |           |                                                    |                                       |
| Arizona        | 1986 |           |                                                    | Hyla eximia                           |
| Arkansas       |      |           |                                                    |                                       |
| Colorado       | 2012 |           | Langzehen-Querzahnmolch                            | Ambystoma mavortium                   |
| Connecticut    |      |           |                                                    |                                       |
| Delaware       |      |           |                                                    |                                       |
| Florida        |      |           |                                                    |                                       |
| Georgia        | 2005 |           | Karolina-Laubfrosch                                | Hyla cinerea                          |
| Hawaii         |      |           |                                                    |                                       |
| Idaho          | 2015 |           |                                                    | Dicamptodon aterrimus                 |
| Illinois       | 2005 |           | Tigersalamander                                    | Ambystoma tigrinum                    |
| Indiana        |      |           |                                                    |                                       |
| Iowa           |      |           | Amerikanischer Ochsenfrosch                        | Rana catesbeiana                      |
| Kalifornien    | 2014 |           |                                                    | Rana draytonii                        |
| Kansas         | 2005 |           | Tigersalamander                                    | Ambystoma tigrinum                    |
| Kentucky       |      |           |                                                    |                                       |
| Louisiana      | 1993 |           | Karolina-Laubfrosch                                | Hyla cinerea                          |
| Maine          |      |           |                                                    |                                       |
| Maryland       |      |           |                                                    |                                       |
| Massachusetts  |      |           |                                                    |                                       |
| Michigan       |      |           |                                                    |                                       |
| Minnesota      |      |           | Leopardfrosch                                      | Rana pipiens                          |
| Mississippi    |      |           |                                                    |                                       |
| Missouri       | 2005 |           | Amerikanischer Ochsenfrosch                        | Rana catesbeiana                      |
| Montana        |      |           |                                                    |                                       |
| Nebraska       |      |           |                                                    |                                       |
| Nevada         |      |           |                                                    |                                       |
| New Hampshire  | 1985 |           | Grünlicher Wassermolch                             | Notophthalmus viridescens             |
| New Jersey     |      |           |                                                    |                                       |
| New Mexico     | 2003 |           | Gebirgs-Schaufelfuß                                | Spea multiplicata                     |
| New York       |      |           |                                                    |                                       |
| North Carolina | 2013 |           | Marmor-Querzahnmolch                               | Ambystoma opacum                      |
| North Carolina | 2013 |           | Anderson-Laubfrosch                                | Hyla andersonii                       |
| North Dakota   |      |           |                                                    |                                       |
| Ohio           | 2010 |           | Flecken-Querzahnmolch, Amerikanischer Ochsenfrosch | Ambystoma maculatum, Rana catesbeiana |
| Oklahoma       | 1997 |           | Amerikanischer Ochsenfrosch                        | Rana catesbeiana                      |
| Oregon         |      |           |                                                    |                                       |
| Pennsylvania   |      |           |                                                    |                                       |
| Puerto Rico    |      |           |                                                    |                                       |
| Rhode Island   |      |           |                                                    |                                       |
| South Carolina | 1999 |           | Flecken-Querzahnmolch                              | Ambystoma maculatum                   |
| South Dakota   |      |           |                                                    |                                       |
| Tennessee      | 1995 |           |                                                    | Gyrinophilus palleucus                |
| Texas          | 2009 |           |                                                    | Bufo speciosus                        |
| Utah           |      |           |                                                    |                                       |
| Vermont        | 1998 |           | Leopardfrosch                                      | Rana pipiens                          |
| Virgin Islands |      |           |                                                    |                                       |
| Virginia       |      |           |                                                    |                                       |
| Washington     | 2007 |           |                                                    | Pseudacris regilla                    |
| West Virginia  |      |           |                                                    |                                       |
| Wisconsin      |      |           |                                                    |                                       |
| Wyoming        |      |           |                                                    |                                       |